# Bélâbre
Bélâbre  là một xã tại tỉnh Indre khu vực trung bộ Pháp. Xã này có diện tích 40,14 km², dân số thời điểm năm 1999 là 1029 người. Khu vực này có độ cao trung bình 107 mét trên mực nước biển.
Thị trấn này nằm trong công viên tự nhiên vùng Brenne.
Sông Anglin chảy theo hướng tây bắc qua xã này.